# District de Yeongdeok
Le district de Yeongdeok est un district de la province du Gyeongsang du Nord, en Corée du Sud. Il est situé au pied des monts Taebaek, au bord de la mer du Japon.

## Histoire
Entre décembre 1949 et janvier 1950, pendant la guerre de Corée, des soldats sud-coréens ont torturé et exécuté au moins 34 villageois de Jipum accusés de fournir de la nourriture à la guérilla communiste.

## Géographie
Le produit emblématique du district est le crabe des neiges, il est l'objet d'une grande fête au mois d'avril qui se tient dans le port de Ganggu. La mer fournit cependant d'autres produits qui sont ensuite séchés : les calmars, les harengs les anchois et les algues brunes.
La population du district est en baisse depuis de nombreuses années. Elle est passée de 119 498 habitants en 1960 à 52 697 en 2002 et 40 795 en 2012.
Le district a pris ses frontières actuelles en 1914 en absorbant le district de Yeonghae. Il est actuellement composé d'une cité (eup) et de huit communes (myeon). Yeongdeok-myeon a changé de statut et est devenu Yeongdeok-eup en 1979.
| Subdivisions               | Habitants (2012) | Superficie (km2) | Densité (hab/km2) | Statut |
| -------------------------- | ---------------- | ---------------- | ----------------- | ------ |
| Yeongdeok (영덕읍, 盈德邑) | 11 251           | 65,52            | 172               | eup    |
| Ganggu (강구면, 江口面)    | 7 514            | 36,81            | 204               | myeon  |
| Yeonghae (영해면, 寧海面)  | 7 121            | 63,98            | 111               | myeon  |
| Chuksan (축산면, 丑山面)   | 3 204            | 59,31            | 54                | myeon  |
| Byeonggok (병곡면, 柄谷面) | 3 197            | 66,07            | 48                | myeon  |
| Namjeong (남정면, 南亭面)  | 2 795            | 73,28            | 38                | myeon  |
| Jipum (지품면, 知品面)     | 2 349            | 150,27           | 16                | myeon  |
| Changsu (창수면, 蒼水面)   | 1 933            | 152,29           | 13                | myeon  |
| Dalsan (달산면, 達山面)    | 1 431            | 73,52            | 19                | myeon  |

Subdivisions du district de Yeongdeok

Le climat de Yeongdeok est de type subtropical humide (Cfa selon la classification de Köppen). La température moyenne passe de 0,7 °C en janvier à 24,4 °C en août. L'ensoleillement est relativement élevé pour la Corée du Sud avec 2550 heures de soleil par an.
| Mois                                | jan. | fév.  | mars  | avril | mai   | juin  | jui.  | août  | sep.  | oct.  | nov.  | déc.  | année   |
| ----------------------------------- | ---- | ----- | ----- | ----- | ----- | ----- | ----- | ----- | ----- | ----- | ----- | ----- | ------- |
| Température minimale moyenne (°C)   | −3,6 | −2,2  | 1,3   | 6,3   | 11,1  | 15,5  | 20,2  | 20,8  | 15,7  | 9,6   | 3,6   | −1,4  | 8,1     |
| Température moyenne (°C)            | 0,7  | 2,4   | 6,4   | 12,3  | 16,7  | 20,1  | 23,7  | 24,4  | 20    | 14,8  | 8,8   | 3,2   | 12,8    |
| Température maximale moyenne (°C)   | 5,7  | 7,7   | 11,8  | 18,2  | 22,5  | 25,1  | 28,1  | 28,8  | 24,8  | 20,7  | 14,6  | 8,5   | 18      |
| Ensoleillement (h)                  | 208  | 195,3 | 217,5 | 242,2 | 254,6 | 215,6 | 194,1 | 209,6 | 192,3 | 217,5 | 195,3 | 204,4 | 2 550,5 |
| Précipitations (mm)                 | 37,4 | 37,4  | 53    | 64    | 75,6  | 119,8 | 189,7 | 216,9 | 155,9 | 53,2  | 45,6  | 24,2  | 1 073   |
| Nombre de jours avec précipitations | 4,8  | 5,4   | 7,1   | 6,6   | 7,4   | 8,7   | 11,6  | 11,3  | 9,1   | 5,7   | 5,3   | 3,5   | 86,5    |
| Humidité relative (%)               | 52,9 | 56    | 61,3  | 60,7  | 65,2  | 73,8  | 79,1  | 80    | 77,7  | 68,7  | 60,2  | 53,4  | 65,7    |

## Culture et tourisme
Au sommet de Daesosan (282 m), l'une des principales montagnes dominant la côte, se trouve un poste d'avertissement bien conservé datant du début de la période Joseon. Par des signaux de fumée, le réseau de postes servait à transmettre les informations à travers la Corée.
Goesi-ri est un village traditionnel composé d'une trentaine de maisons vieilles de 200 ans. C'est le lieu de naissance de Yi Seak (1328-1396), un écrivain néoconfucianiste.
La maison natale de Shin Dol-seok et le musée des fossiles de Gyeongbo font aussi partie des attractions de Yeongdeok.

## Personnages célèbres
- Shin Dol-seok (1878-1908), dirigeant d'une armée vertueuse
- Kim Do-kyun (1977-), footballeur
- Kim Jin-kyu (1985-), footballeur